# Huáscar

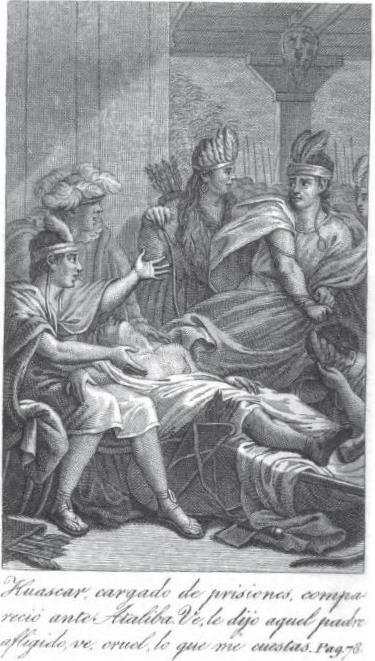
Huáscar (Darstellung aus dem 19. Jahrhundert)

Huáscar ['waskar], in peruanischer Quechua-Schreibweise Waskar (auch Waskhar, * um 1500; † 1533), der Name bedeutet auf Quechua »Kette«, war der zwölfte Herrscher des Inkareiches. Er war der Sohn des Sapa Inka Huayna Cápac und Halbbruder seines späteren Todfeindes Atahualpa.
Atahualpa begründete seinen Anspruch auf den Nordteil des Inka-Reiches mit der Behauptung, Huyana Cápac, der in Quito residierte, habe vorgehabt, das Reich zu teilen, Huáscar sollte in Cusco herrschen, Atahualpa im nördlicher gelegenen Quito.
Als Huáscar diesen Anspruch zuerst anerkannte, aber danach zurückwies, kam es zum Bürgerkrieg, der mit der Gefangennahme Huáscars und der Plünderung und teilweisen Zerstörung Cuscos endete. Atahualpa und seine Offiziere sahen sich trotz der Verwandtschaft mit Huáscar in der Tradition der Scyr (die vor der Eroberung durch beider Großvater Túpac Yupanqui herrschende Dynastie in Quito) und rächten sich an der Bevölkerung Cuscos für ihre Treue zu Huáscar. Huáscar musste der Ermordung seiner gesamten Familie und seines Hofstaats beiwohnen.
Kurz darauf wurde Atahualpa von einer kleinen Gruppe Spanier im Handstreich gefangen genommen, behielt aber seine Befehlsgewalt. Atahualpa ließ daraufhin Huáscar ermorden, um zu verhindern, dass die Spanier ihn befreiten und sich mit ihm verbündeten.
Ausführlichere Informationen zum Krieg und dessen Ablauf finden sich im Artikel zu Atahualpa.
Das 1865 in Großbritannien für Peru gebaute Panzerschiff Huáscar wurde nach ihm benannt.